# Aïello Batonon
Aïello Batonon est un boxeur gabonais. Il a remporté le titre de champion de France de Muay thaï en 2009. Il est ensuite champion d’Europe WPMF en 2010 (catégorie -75 kg). Enfin, il décroche le titre de champion du Monde "World Professional MuayThai Federation" (WPMF) en 2011 (catégorie -75 kg).
Il s'installe à Brest à 12 ans et commence la boxe thaï à 17 ans. Il remporte son premier combat le jour de ses 18 ans.
Il a intégré en 2002 le club, le Thaï Boxing Club de Brest, sous la houlette du président Bruno Briand et de l’entraîneur Patrick Rebière Il quitte le club en novembre 2015.
Il ouvre sa salle de boxe STARBOXE  (port de commerce) 13 rue AMIRAL TROUDE, 29200 Brest.

## Palmarès
- Champion du Monde WPMF 2011 -75 kg
- Champion d’Europe WPMF 2010 -75 kg
- Vice-champion d’Europe 2010 -75 kg
- Champion de France Pro 2009 -75 kg
- Finaliste du tournoi de la Nuit des Boxeurs Thaïs 2009
- Vice-champion de France Pro 2007 et 2008
- Champion de Bretagne amateur 2003, 2004, 2005 et 2006

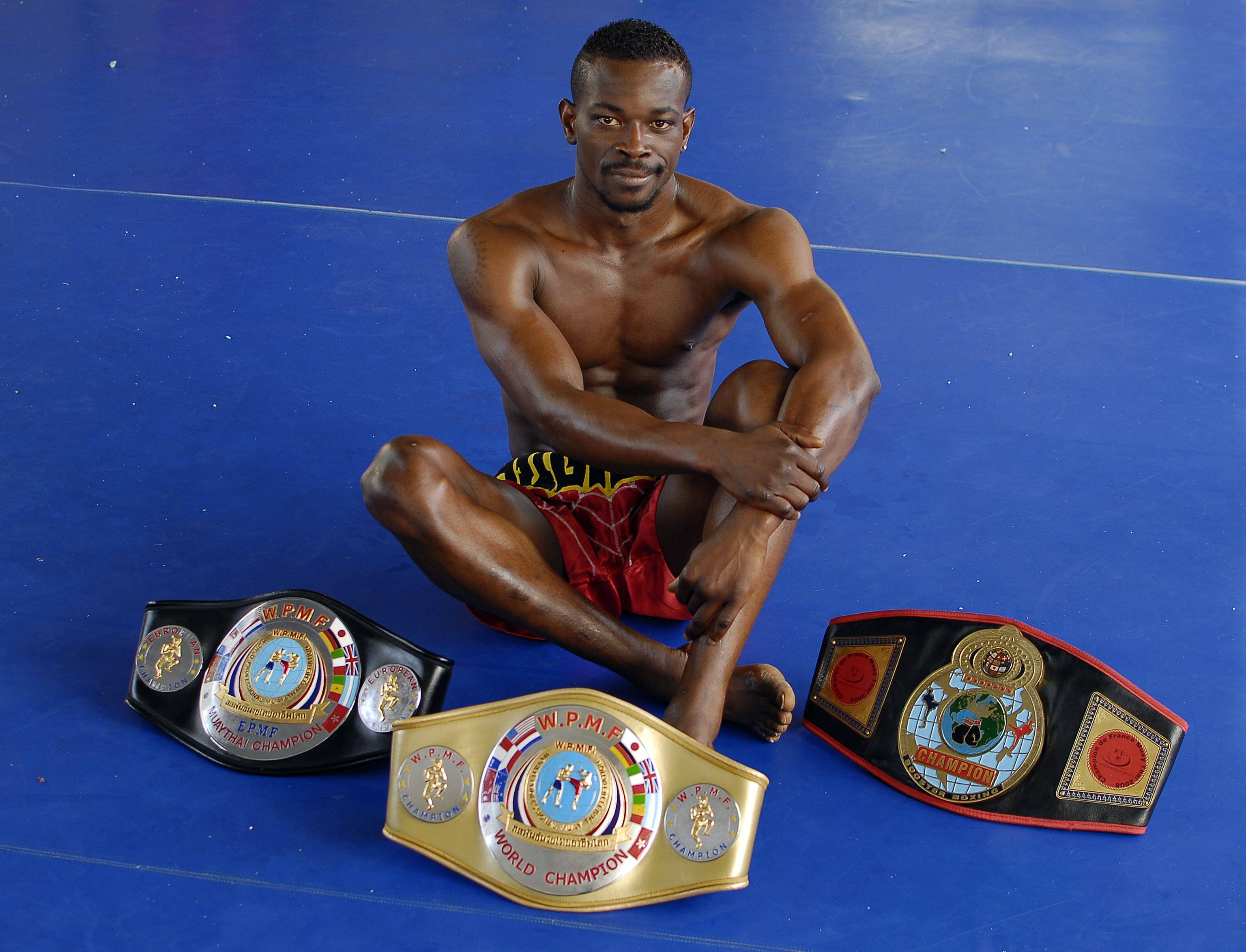
Aïello Batonon avec ses différentes ceintures